# St. Margaretha (Niederhatzkofen)

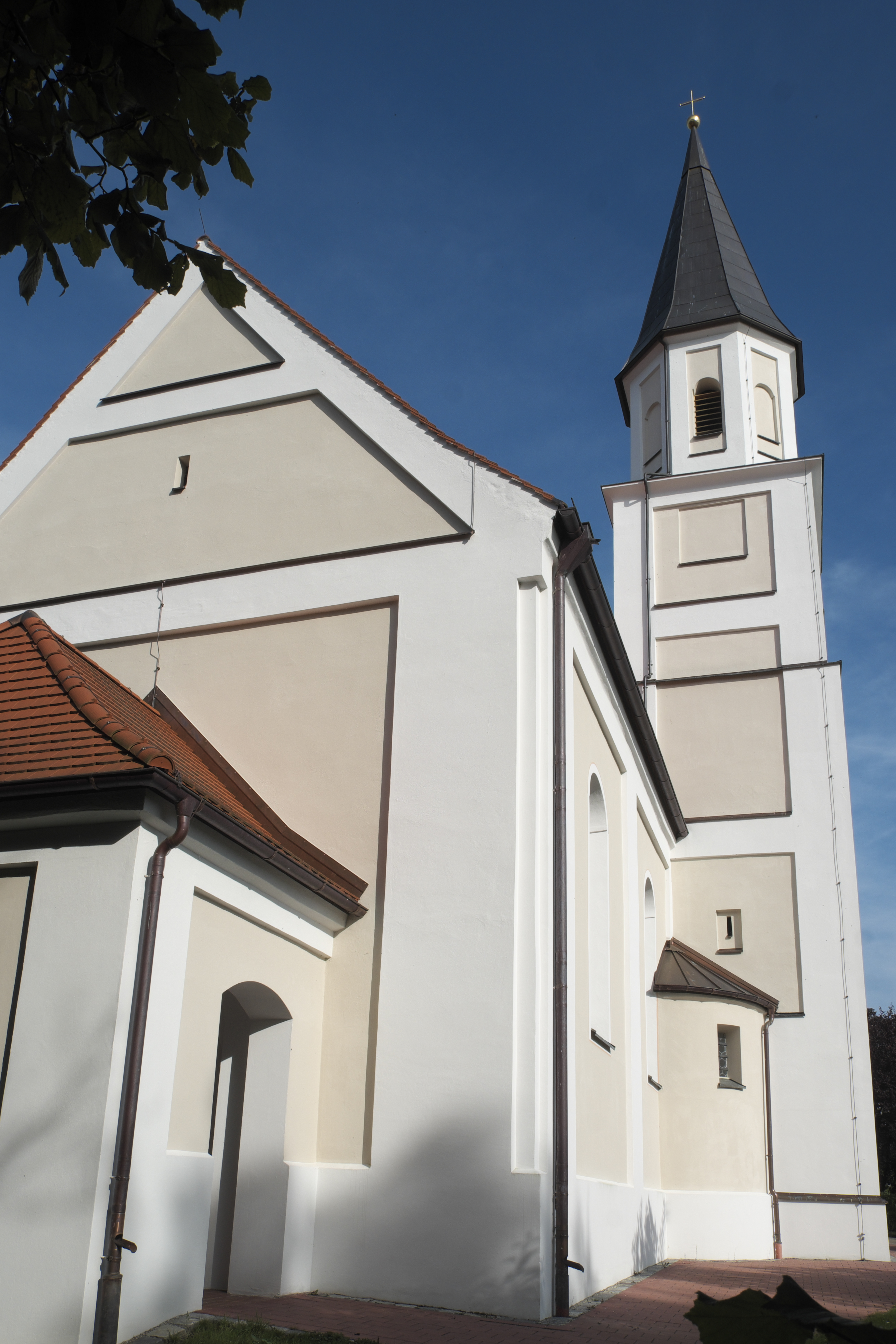
Außenansicht der Nebenkirche St. Margaretha von Westen

Die römisch-katholische Nebenkirche St. Margaretha in Niederhatzkofen, einem Ortsteil der Stadt Rottenburg an der Laaber im niederbayerischen Landkreis Landshut, ist eine barocke Saalkirche aus der ersten Hälfte des 18. Jahrhunderts. Der spätgotische Chor wurde von einem Vorgängerbau aus der Zeit um 1500 übernommen. Der äußerlich schlichte Bau ist als ehemalige Schlosskapelle für seine Größe sehr prunkvoll ausgestattet. Er ist als Baudenkmal mit der Nummer D-2-74-176-34 beim Bayerischen Landesamt für Denkmalpflege eingetragen. Die Nebenkirche St. Margaretha gehört der Pfarrei Mariä Himmelfahrt in Oberhatzkofen an, die wiederum in die Pfarreiengemeinschaft Rottenburg/Laaber integriert ist.

## Geschichte
Der heutige Kirchenbau entstand im Wesentlichen in zwei Bauphasen. Der spätgotische Chor wurde um 1500 als Teil einer Vorgängerkirche erbaut. In der ersten Hälfte des 18. Jahrhunderts wurde das zugehörige Langhaus abgerissen und – gemeinsam mit Turm, Sakristei und Vorhalle – neu aufgebaut. Bis etwa 1750 erhielt die damalige Schlosskapelle eine prunkvolle Ausstattung. Neben einem spätbarocken Hochaltar und einer gleichzeitigen Kanzel sind vor allem die Stuckaturen und Deckengemälde im Stile des frühen Rokoko um 1740 bemerkenswert.
Die über der Empore angebrachte Jahreszahl 1781 bezieht sich wahrscheinlich auf eine Renovierungsmaßnahme, nicht auf die Erbauung des Langhauses. Aus dem Jahr 1786 ist eine Kirchweihe (gemeinsam mit der Pfarrkirche Mariä Himmelfahrt in Oberhatzkofen) belegt – wahrscheinlich eine Wiederweihe, die aufgrund dieser Renovierung notwendig geworden war.
Die Jahreszahl 1958 hinter dem Chorbogen bezieht sich ebenfalls auf eine Renovierung. Zwischen 1988 und 1993 wurde der Bau erneut außen und innen instand gesetzt. Seither besitzt er seine heutige Farbgebung: eine graue Wandfarbe, aufgelockert durch weiße Lisenen und Putzbänder. Bei Baumaßnahmen am benachbarten Anwesen 1958 und bei der Trockenlegung des Mauerwerks 1990 wurden Skelettteile gefunden; daraus kann gefolgert, dass das Areal rund um die Kirche früher als Friedhof genutzt wurde – nicht nur für die Schlossbesitzer.
Zwischen 2016 und 2019 wurde die vorerst letzte umfassende Renovierung durchgeführt. Zunächst wurde 2016/17 die Außenrenovierung durchgeführt. Aufgrund des Befalls mit dem Hausbock musste der Turmhelm komplett erneuert werden. Außerdem wurde das Turmfundament, das als nicht dauerhaft tragfähig beurteilt wurde, teilweise mit Beton unterfangen. Der Dachstuhl über Langhaus und Chor wurde „denkmalgerecht“ saniert, es wurden also nur schadhafte Stellen an den teils morschen Balken ausgebessert. Lediglich über dem Eingangsbereich wurde der Dachstuhl komplett erneuert. Auch musste das Kirchenschiff trockengelegt werden. Dazu wurde unter anderem der Putz bis zur Feuchtigkeitsgrenze in etwa 2,50 Meter Höhe abgeschlagen. 2018/19 folgte die Innenrenovierung. Die Schäden am Dachstuhl hatten Risse im Mauerwerk verursacht, die geschlossen werden mussten. Außerdem wurden der komplette Sockel unterhalb des Gestühls erneuert, der durch die Feuchtigkeit Schaden genommen hatte, der Innenraum begast, um den Holzwurmbefall von Altar, Kanzel und Gestühl zu bekämpfen, die weißen Wände neu gestrichen und der farbige Stuck gereinigt.

## Architektur

### Außenbau
Der nach Osten ausgerichtete, vollständig verputzte Backsteinbau umfasst ein Langhaus mit zwei Jochen und einen kaum eingezogenen Chor mit zwei Jochen und Schluss in drei Achteckseiten. Die Sakristei ist östlich an den Chorscheitel angebaut; südlich am Chor befindet sich der Turm. Westlich an das Langhaus ist eine barocke, kreuzgewölbte Vorhalle angefügt, die sich nach Norden und Süden hin im Stichbogen öffnet. Deren Dach ist im Westen abgewalmt.
Der Chor wird außen durch schwache Dreieckstreben gegliedert. Die barocken Baukörper Langhaus, Turm, Sakristei und Vorhalle werden von Lisenen und Putzbändern aufgelockert. Die ursprünglich spitzbogigen Fenster am Chor werden beim Barockumbau rundbogig verändert und somit den Langhausfenstern angeglichen. Alle Fenster schließen im minimal eingezogenen Rundbogen. Der Turm umfasst einen dreigeschossigen, quadratischen Unterbau, einen etwas eingezogenen quadratischen Oberbau, einen kurzen oktogonalen Aufsatz, der den Glockenstuhl enthält, und einen Spitzhelm.

### Innenraum
Chor und Langhaus werden innen von einem Tonnengewölbe mit Stichkappen überspannt. Im Chor sind die spätgotischen spitzen Schildbögen erhalten; die rechteckigen Wandpfeiler sind zu Pilastern verändert. Die Langhauswände sind durch Doppelpilaster gegliedert. Der ebenfalls mit Pilastern besetzte Chorbogen ist stichbogig. Die dreiseitig ausladende Westempore ruht auf zwei Säulen. Die Sakristei wird wie die Vorhalle von einem barocken Kreuzgewölbe überspannt.

## Ausstattung

### Stuck und Deckengemälde
Die Kirche besitzt beachtenswerte Stuckaturen aus der Zeit des frühen Rokoko um 1740. Naturalistisch gebildetes Blattwerk, Muschelschalen und verschlungenes Bandwerk mit Gittern, belebt durch Engelchen und Engelsköpfchen, überziehen die Gewölbe und Stichkappen in Chor und Langhaus, die Langhauswand über dem Chorbogen, die Emporenbrüstung, die Flachdecke unterhalb der Empore und das Sakristeigewölbe. Auch die Fenster und die darunter liegenden Apostelkreuze sind von Stuckornamenten umrahmt. Die zarte Tönung des Stucks erzeugt eine elegante Raumwirkung.
Die Deckenfresken in geschweiften Stuckrahmen entstanden ebenfalls um 1740. Im Chor sind Personifikationen der drei göttlichen Tugenden Glaube, Liebe und Hoffnung dargestellt, im Langhaus die Kirchenpatronin, die heilige Margaretha (Gedenktag: 20. Juli), an der Decke unterhalb der Empore das Herz Jesu mit Dornenkrone. Alle Darstellungen sind von zahlreichen Engelsfiguren und Engelsköpfchen umgeben. Die drei Fresken an der Emporenbrüstung zeigen Szenen aus dem Leben der Kirchenpatronin (von links nach rechts): Margaretha mit dem Drachen, die Heilige vor Gericht und die Enthauptung der Margaretha. Über dem Chorbogen ist das Ehewappen des Schlossherrn Wiguläus von Kreittmayr, der in zweiter Ehe mit Maria Romana von Frönau, Besitzerin des Schlosses Offenstetten verheiratet war, aufgemalt.

### Hochaltar
Der spätbarocke Hochaltar, der 1727 von einem unbekannten Meister geschaffen wurde, ist mit Intarsien und Akanthusschnitzwerk verziert. Der Aufbau wird von zweimal drei Säulen getragen, wobei jeweils die mittlere etwas zum Betrachter vorgezogen und gewunden ist. Der Altarauszug wird von seitlichen Voluten flankiert, auf denen jeweils ein geflügelter Engel sitzt. Das Altarblatt stellt die heilige Margaretha als Rokokodame dar, in ihrer Hand ein Stab mit dem Kreuzzeichen, zu ihren Füßen der Drache. Das Auszugsbild zeigt den heiligen Johannes Nepomuk.

### Kanzel
Die spätbarocke Kanzel ist gleichzeitig mit dem Hochaltar entstanden und in stilistisch übereinstimmender Intarsienarbeit ausgeführt. Sie hat einen polygonalen Korpus mit gewundenen Ecksäulchen.

### Figürliche Ausstattung
Beachtenswert sind drei spätgotische Holzfiguren des bewegten Stils aus der Zeit um 1520/30. Sie stellen die Heiligen Margaretha, Nikolaus und Christophorus dar. Zu diesen Figuren gesellt sich eine Barockfigur des heiligen Aloisius aus der ersten Hälfte des 18. Jahrhunderts. Alle vier Figuren stehen auf barocken Volutensockeln an den Wänden.

### Grabdenkmäler
An den Innenwänden des Altarraums sind drei ungewöhnlich große und kunstvoll gemeißelte Epitaphien aus rotem Marmor angebracht. Sie sind den ehemaligen Schlossherrn von Niederhatzkofen gewidmet. An der Nordwand im Chor befinden sich die Grabdenkmäler für Burckhard Nothafft von Weißenstein († 1586) und Leo Nothafft von Weißenstein († 1610), an der südlichen Schrägseite die Grabplatte zu Ehren der Klara, Ehegattin des Burckhard Nothafft von Weißenstein († 1599).